# 格兰特·戴维斯
格兰特·戴维斯（英語：Grant Davies，1963年9月11日—），澳大利亚男子皮划艇运动员。他曾代表澳大利亚参加1988年夏季奥林匹克运动会皮划艇比赛，获得男子单人皮艇1000米银牌。